# جولیا ریوا
جولیا ریوا (ایتالیایی: Giulia Riva؛ زادهٔ ۳۱ ژانویهٔ ۱۹۹۲) دونده سرعت زن اهل ایتالیا است.